# Embryoblast

Schematischer Aufbau der Blastozyste

Embryoblast (von griechisch έμβρυο ‚Keim‘ und βλαστος ‚Spross‘) oder Embryonalknoten bezeichnet in der Embryologie jene Zellmasse der Blastozyste, aus der sich der eigentliche Embryo entwickelt. Der Embryonalknoten wird von einem Teil des Trophoblast bedeckt, die als Trophoblastdecke oder Rauber-Deckschicht bezeichnet wird. In der ersten Phase der Gastrulation flacht sich der Embryonalknoten zur Keimscheibe (Syn. Embryonalschild) ab und das innere Keimblatt (Entoderm) entsteht. Die Umbildung zur Keimscheibe verläuft bei den Säugetiergruppen unterschiedlich. Bei den Raubtieren bildet sich die Rauber-Deckschicht zurück, der Embryonalknoten streckt sich und wird in den Trophoblasten integriert. Bei den Primaten (einschließlich Mensch), Huftieren und Hasenartigen entsteht zunächst ein Hohlraum, der Embryonalknoten wird damit zur Embryozyste. Bei den Huftieren reißt die äußere, der Rauber-Deckschicht anliegende Wand Embryozyste ein. Dann streckt sich der übrige Anteil und lagert sich in den Trophoblasten ein. Bei den Primaten bleibt die Embryozyste erhalten, ihr Hohlraum wird zur Amnionhöhle, die äußere Wand zum Epithel des Amnions. Der Boden der Embryozyste flacht sich zur Keimscheibe ab.
Im weiteren Verlauf der Gastrulation (mit Ausnahme der Ursäuger, die keine Blastozyste und deshalb auch keinen Embryoblast haben) entstehen auch die anderen beiden Keimblätter (Mesoderm und Ektoderm). Aus dem Trophoblast entstehen die Eihäute und bei höheren Säugetieren ein Teil der Plazenta. Beim Menschen findet die Differenzierung der embryonalen Zellen in Embryoblast und Trophoblast etwa am 4. Tag der Embryonalentwicklung statt.